# Lysiana spathulata
Lysiana spathulata är en tvåhjärtbladig växtart. Lysiana spathulata ingår i släktet Lysiana och familjen Loranthaceae.

## Underarter
Arten delas in i följande underarter:
- L. s. parvifolia
- L. s. spathulata